# オーバーランド・モデルズ
オーバーランド・モデルズ（Overland Models, Inc. 略称：OMI、またはOM）はアメリカの真鍮製鉄道模型のインポーターである。
設立は1976年と他のインポーターと比較して後発だが、主にHOゲージ、Oゲージの高品質の鉄道模型を供給し続ける。アメリカ形の鉄道車両を模型化しており、箱は黄緑色である。他社が手がけない車種を模型化し、造りが精緻なことから愛好家の間では高く評価されている。当初の評価は芳しくなかったが、1980年代後半から評価が高まった。近年はDCCに対応した製品を販売する。
2005年にはプラスチック射出成形製の車両を販売するTower55ブランドを立ち上げ、GE エボリューション・シリーズとEMD SD70ACeが発売されたが、2008年9月に金型をアサーンに売却した。